# Sainte-Catherine (Rodan)
Sainte-Catherine – miejscowość i gmina we Francji, w regionie Owernia-Rodan-Alpy, w departamencie Rodan.
Według danych na rok 1990 gminę zamieszkiwało 770 osób, a gęstość zaludnienia wynosiła 56 osób/km² (wśród 2880 gmin regionu Rodan-Alpy Sainte-Catherine plasuje się na 928. miejscu pod względem liczby ludności, natomiast pod względem powierzchni na miejscu 859.).